# Ralf Müller-Terpitz
Ralf Müller-Terpitz (* 1967 in Rockenhausen) ist ein deutscher Jurist und Professor an der Universität Mannheim. 

## Leben
Müller-Terpitz bestand 1986 sein Abitur, woran sich sein Grundwehrdienst anschloss. Ab 1987 studierte er Rechtswissenschaften zunächst an der Universität Bonn, später an der Universität Genf. 1993 legte er sein erstes juristisches Staatsexamen in Köln ab. Es folgte das Referendariat in Köln und New York, bevor er 1996 sein zweites juristisches Staatsexamen bestand. 
Bevor Müller-Terpitz sich endgültig für die akademische Laufbahn entschied, war er kurzzeitig Rechtsreferent beim Telekommunikationsunternehmen o.tel.o in Düsseldorf. 1997 promovierte er bei Wolfgang Löwer in Bonn mit der Dissertation Die Beteiligung des Bundesrates am Willensbildungsprozeß der Europäischen Union. Anschließend war er unter dessen Leitung bis zum Jahre 2007 wissenschaftlicher Assistent am Institut für Öffentliches Recht in der Abteilung Wissenschaftsrecht der Universität Bonn, währenddessen er sich auch habilitierte. Im Jahre 2007 nahm er einen Ruf der Universität Passau zur Nachfolge von Herbert Bethge an. 2013 wechselte er an die Universität Mannheim, wo er seitdem den Lehrstuhl für Öffentliches Recht, Recht der Wirtschaftsregulierung und Medien innehat. 
Müller-Terpitz ist Mitglied der Kommission zur Ermittlung der Konzentration im Medienbereich (KEK), u. a. als deren Vorsitzender und stellvertretender Vorsitzender, Mitglied der Vereinigung der Deutschen Staatsrechtslehrer und Mitdirektor des Instituts für Deutsches, Europäisches und Internationales Medizinrecht, Gesundheitsrecht und Bioethik der Universitäten Heidelberg und Mannheim.
Im September 2019 gehörte er zu den etwa 100 Staatsrechtslehrern, die sich mit dem offenen Aufruf zum Wahlrecht Verkleinert den Bundestag! an den Deutschen Bundestag wandten.
Müller-Terpitz ist verheiratet und hat zwei Kinder.

## Schriften
- Die Beteiligung des Bundesrates am Willensbildungsprozess der Europäischen Union. Das Bundesratsverfahren nach Art. 23 Abs. 2, 4 bis 7 GG unter besonderer Berücksichtigung seiner verfahrensrechtlichen Ausgestaltung, Stuttgart 1999 (Dissertation).
- Der Schutz des pränatalen Lebens – eine verfassungs-, völker- und gemeinschaftsrechtliche Statusbetrachtung an der Schwelle zum biomedizinischen Zeitalter, Tübingen 2007 (Habilitation).
- Rechtshandbuch Social Media (hrsg. mit Gerrit Hornung), Springer Verlag, 2. Aufl. Heidelberg 2021, ISBN 978-3-662-59449-0.